# انجمن فیلم‌برداران بریتانیا
انجمن فیلم‌برداران بریتانیا (انگلیسی: British Society of Cinematographers) که به اختصار (B.S.C. یا BSC) شناخته می‌شود در سال ۱۹۴۹ میلادی توسط برت ایزی رئیس بخش دوربین‌های استودیو دنهام و پینوود افتتاح شده است.
انجمن ۵۵ عضو اصلی داشته اما هم‌اکنون دارای ۲۳۰ عضو کامل، افتخاری، وابسته و حامی می‌باشد.